# Szülői felügyelet (informatika)
A szülői ellenőrzés egy olyan funkciócsoport, amely a digitális televíziós szolgáltatások, a számítógépek, a videójátékok, a mobileszközök és a szoftverek egyaránt tartalmazhatnak, ez a funkció lehetővé teszi a szülők számára, hogy korlátozzák gyermekeik eszközhasználatát. A funkció megalkotásának célja az volt, hogy a szülők korlátozhassák a gyermekeik számára megtekinthető bizonyos tartalmakat. A szülői felügyelet nagyjából négy kategóriába sorolható: tartalomszűrők, amelyek korlátozzák a kornak nem megfelelő tartalomhoz való hozzáférést; használati ellenőrzések, amelyek korlátozzák ezen eszközök használatát, például a felhasználási határidők meghatározása vagy bizonyos típusú felhasználások betiltása; számítógépes használatmenedzsmenti eszközök, amelyek kényszerítik bizonyos szoftverek használatát, többnyire ezek oktatószoftverek; és megfigyelés, amely nyomon tudja követni a helyet és a tevékenységeket az eszközök használatakor.
A tartalomszűrők voltak az első népszerű szülői felügyeleti típusok, amelyek korlátozták az internettartalomhoz való hozzáférést. A televíziós szolgáltatók megkezdték a V-chip-technológia bevezetését a televíziós tartalomhoz való hozzáférés korlátozása érdekében. A modern használati vezérlők képesek korlátozni az explicit tartalom, például az explicit dalok és filmek széles skáláját. Emellett képesek kikapcsolni az eszközöket a nap folyamán, korlátozni az eszközök hangerejét, és mivel a GPS-technológia megfizethetővé vált, most már könnyen megtalálhatók az eszközök, például a mobiltelefonok. 
Az internet növekvő elérhetősége miatt az évtizedek során nőtt a tartalmat korlátozó szülői ellenőrzési módszerek iránti igény. Az ICM 2014. évi felmérése kimutatta, hogy a 12 éves gyerekek csaknem egynegyede tekintett már meg online pornográfiát. A korlátozás különösen akkor segít, ha a gyermek nem önszántából talál a tartalomra. A folyamatos megfigyelés hatékonyan csökkentheti az interneten belüli internetes zaklatást.  Pszichológiai szempontból az internetes zaklatás károsabb lehet az áldozat számára, mint a hagyományos zaklatás. A múltban végzett tanulmányok kimutatták, hogy a serdülők körülbelül 75%-át kiberbántalmazásnak vetették alá.  A szülői felügyelet hiánya a háztartásban lehetővé teheti a gyermekek számára, hogy részt vegyen egy ilyen zaklatásban, de akár áldozat is lehet. 
A szülők 100%-ban ingyenes online platformokhoz férhetnek hozzá, hogy ellenőrizzék gyermekeik weboldalait, korlátozva vagy ellenőrizve a megtekinteni kívánt tartalmat.

## Áttekintés
Számos módszer létezik szülői felügyelet létrehozására, webhelyek blokkolására. A kiegészítő szülői felügyeleti szoftver figyelheti az internetes csevegőalkalmazásokat, és bizonyos kritériumok szerint beavatkozhat, tehát homályosíthatja, takarhatja a szót vagy szöveget, például olyan esetben, amikor a gyermek olyan üzenetet kap, amelyben olyan szó van, amelyet a tiltott szavak adatbázisa tartalmaz. Gyakorlatilag minden szülői felügyeleti szoftver tartalmaz egy jelszót vagy más típusú hitelesítést, hogy megakadályozzák az illetéktelen felhasználók számára a kiegészítő kikapcsolását. 
Proxykiszolgálót érintő technikákat is használhatnak. A webböngésző úgy van beállítva, hogy a webes tartalom kérését a proxyszerverre küldje, nem pedig közvetlenül a kívánt számítógépre. A proxyszerver ezután lekéri a weboldal tartalmát a webszerverről a böngésző számítógép nevében, és továbbítja a tartalmat a böngészőnek, amit ezáltal a felhasználó megtekinthet. A proxyszerverek megvizsgálhatják a küldött és fogadott adatokat, és beavatkozhatnak az oldal tartalmával vagy a kért URL-vel kapcsolatos különféle kritériumoktól függően, például a tiltott szavak vagy tiltott URL-ek adatbázisával. A proxykiszolgálók maguk is használhatók a szülői ellenőrzések megkerülésére. 
A számítógépes felhasználás kezelési módszere, a tartalomszűrőkkel ellentétben, arra koncentrál, hogy felhatalmazza a szülőket a játék szabályozására, a gyermekek tanulás-játék környezetének egyensúlyba hozására. Ezeknek az alkalmazásoknak az a fő célja, hogy lehetővé tegyék a szülőknek, bevezessenek egy tanulási időszakaszt a gyermekek számítógéphasználati idejébe. Ez a módszer figyeli az oldalakat, ahol a gyermek tanulhat, és a rajtuk töltött idő függvényében kiszámolja a gyermek játékidejét. 

## Szülői felügyelet az okostelefonon
Az olyan okostelefonok, amelyek lehetővé teszik a böngészők teljes körű használatát és letölthető alkalmazások széleskörű igénybevételét, szükséget teremtettek ezen eszközök szülői felügyeletére. 2009 júniusában az iPhone OS 3.0-val az Apple volt az első olyan vállalat, amely beépített mechanizmust biztosított a mobileszközökön, hogy korcsoportokat hozzon létre a felhasználók számára, amelyek megakadályozzák a nem kívánt alkalmazások letöltését az eszközre. A következő években a főbb operációs rendszerek fejlesztői is beépítették a funkciót, például az Android. Vannak olyan alkalmazások is, amelyek lehetővé teszik a szülők számára, hogy valós idejű kommunikációt figyeljenek meg a gyermek és telefonja közt szöveges üzenetek, böngésző előzmények és alkalmazáselőzmények útján. Ilyen példa a TrendMicro, amely nemcsak védelmet nyújt a vírusok ellen, hanem szinte minden márkájú telefonhoz és táblagéphez is szülői felügyeletet kínál. Ezek többsége lehetőséget kínál további szolgáltatások hozzáadására a szülői felügyelethez. Ezeknek az alkalmazásoknak a funkciója már elérhető a mobileszközökön, melyek tartalmaznak olyan további funkciókat is, mint például a szövegek és hívások figyelése és szűrése, a webes böngészés és a webhelyekhez való hozzáférés megtagadása. Az ilyen alkalmazások növekvő versenyt hoztak létre a piacon.
A mobileszközre telepített szoftver lehetővé teszi a szülők számára, hogy korlátozzák gyermekeik számára az elérhető alkalmazásokat, miközben lehetővé teszik a szülőknek, hogy figyelemmel kísérjék a szöveges üzeneteket, hívásnaplókat, MMS-képeket és a gyermek mobileszközén végrehajtott egyéb kommunikációfajtákat, továbbá lehetővé teszi a szülők számára a mobileszközök használatának időkorlátjának meghatározását és gyermekeik pontos helyének nyomon követését, valamint a hívások és a szövegek tartalmának megfigyelését. Ezen szoftverek lehetővé teszik a szülőknek a közösségi média használatának megfigyelését is. A szülők valós időben képesek megtekinteni a hozzászólásokat, képeket, beszélgetéseket, kedveléseket, megosztásokat. A szoftver másik funkciója a zaklatás nyomon követése.
A legtöbb internetszolgáltató költségmentes szűrési lehetőségeket kínál az internetes böngészés lehetőségeinek korlátozására és a nem megfelelő tartalom blokkolására. A szülői felügyelet és az internetes biztonság megvitatása hasznos a gyermekek megóvása érdekében. 
Bár a szülői ellenőrzés megvédi a gyermekeket, néhány negatív következménnyel is járhat. A gyermekek szorongása fokozódhat a folyamatos szülői ellenőrzés miatt.

## A szülői ellenőrzést elősegítő szoftverek esetleges hibái
Számos szoftverben több különböző hibát figyelhetünk meg.
- Ha a szűrőszoftver a számítógépen belül található, akkor az összes internetes szoftver könnyen megkerülheti, ha a kérdéses számítógépet alternatív adathordozóról indítja, alternatív operációs rendszerrel vagy (Windows rendszer esetében) biztonságos módban indítja el. Ha azonban a számítógép BIOS-a úgy van konfigurálva, hogy letiltja a cserélhető adathordozókról való indítást, és a BIOS-on való megfelelő hitelesítés nélkül tilos a BIOS-ban történő módosítás, akkor az alternatív operációs rendszerrel való indítás nem lehetséges a BIOS biztonsági rendszerének megkerülése nélkül, a számítógép részleges szétszerelésével és a BIOS-konfiguráció visszaállításával.
- Külső proxykiszolgálók vagy más szerverek használata. Ennek ellensúlyozása érdekében a szűrőszoftver blokkolhatja a népszerű proxyk elérését is. Ezenkívül azok a szűrőrendszerek, amelyek csak az engedélyezett URL-ekhez (engedélyezési listában definiáltakhoz) férhetnek hozzá, nem engednek hozzáférést a listán kívüli elemekhez, ideértve a proxykiszolgálókat is.
- Jelszavak visszaállítását kihasználva.
- A szoftver fájljainak módosításával.
- A legtöbb böngészőben azonban a felhasználó kiválaszthatja az „inkognitó” böngészést, amivel megadhatja a weboldalon találtató tartalom szűrését, ezzel számos szülői felügyeleti szoftvert hatékonyan megkerülhet.

A számítógépen kívüli szűrést (például ha a szűrés a routerben történik) a fenti módszerekkel nem lehet megkerülni, csak az inkognitó móddal. Azonban, 
- a legtöbb szülői felügyelettel rendelkező, forgalomban kapható router nem támogatja a biztonságos keresést, ezért nem szűri az inkognitó módban keresett tartalmat;
- a kevésbé tájékozott felhasználók vásárolhatnak könnyen telepíthető routereket, amelyek automatikusan végrehajtják a biztonságos keresést az egyéb szülői ellenőrzések mellett.

## Kritika
Míg a szülői felügyeletet hozzáadták a különféle elektronikus eszközökhöz, és egyre népszerűbb lett, felmerült a kérdés, vajon ezek elegendőek-e a gyermekek megóvására a nem megfelelő tartalmakkal szemben. A kutatók arra spekuláltak, hogy a szigorú kontrollra összpontosítás akadályozhatja a gyermek önkontrolljának kifejlesztését, és korlátozhatja a szülő és a gyermek közötti nyílt kommunikáció növekedését. És bár néhányan azt állítják, hogy ez a gyermek számára gondoskodást biztosít a szülőktől, a szülői ellenőrzés a szülő és a gyermek közötti bizalom hiányát is létrehozhatja. 

## Mi számít explicit tartalomnak?
Az "EXPLICIT" tartalmi jelzés azoknál a zenéknél van feltüntetve, ahol a dalban kendőzetlenül fejezik ki magukat az előadók, például erőszakos vagy szexuális jellegű témában. Ez lehet akár egy káromkodó szó, vagy csak utalás erőszakra vagy szexuális tevékenységre. "EXPLICIT" besorolással kell ellátni még az olyan enyhe káromkodásokat is, mint „a fenébe”, „az ördögbe”, valamint a sípszóval elfedett szavakat.

## Szülői felügyeletet használó videójáték-rendszerek
- PlayStation 4
- PlayStation 3
- PlayStation 2 (csak DVD-k esetén)
- PlayStation Vita
- PlayStation Portable
- Xbox (konzol)
- Xbox 360
- Xbox One
- Nintendo DSi
- Nintendo 3DS
- Nintendo kapcsoló
- Wii
- Wii U
- GameStick
- Nintendo DS

## Erőszakos videójátékok
Ha a szülők helyesen kezelik a gyermekek számára az életkornak megfelelő játékok használatát, akkor nem kell aggódniuk viselkedésük miatt. A videójátékokra vonatkozó korlátozások elősegíthetik a gyermekek és serdülők pozitív és egészséges kapcsolatának kialakulását a játékokkal, ami azt eredményezi, hogy a videójátékokat nagyszerű eredményekkel használják. Tobias Greitemeyer szociálpszichológus szerint például a proszociális videójátékok növelik a segítő magatartást és csökkentik az agresszív eredményeket. Hasonlóképpen, a kooperatív csapatjátékos (az egyéni játékosokhoz viszonyítva) videójátékok növelik az együttműködő magatartást. A megfelelő videójátékokkal a gyerekek pozitív készségeket fejleszthetnek, mint például a problémamegoldás, a kritikus helyzetekben történő gondolkodás, az együttműködés, a kommunikáció, a tervezés és a stratégia. Ezen túlmenően azoknak a gyermekeknek, akik fizikai vagy mentális problémákban szenvednek, a szülők különleges játékokat kínálhatnak számukra, amelyek segítenek nekik a részleges vagy teljes gyógyulásban. 

## Szülői felügyelettel rendelkező operációs rendszerek
Az alábbiakban felsoroljuk azokat a népszerű operációs rendszereket, amelyek jelenleg beépített szülői felügyeleti funkciókkal rendelkeznek: 
- Android operációs rendszer[16]
- iOS[17] (12 vagy újabb)
- Mac OS X (10.3 és újabb)
- Windows (Vista és újabb)[18]

## Fordítás
Ez a szócikk részben vagy egészben  a   Parental controls című angol Wikipédia-szócikk ezen változatának fordításán alapul.  Az eredeti cikk szerkesztőit annak laptörténete sorolja fel. Ez a jelzés csupán a megfogalmazás eredetét és a szerzői jogokat jelzi, nem szolgál a cikkben szereplő információk forrásmegjelöléseként.